# Peter Röttgen
Peter Röttgen (* 8. Februar 1910 in Euskirchen; † 20. Dezember 1995 in Bonn) war ein deutscher Neurochirurg.

## Leben
Nach dem Medizinstudium absolvierte er seine Facharztweiterbildung in Chirurgie in Bonn. Von 1934 bis 1937 war er Schüler von Wilhelm Tönnis in Würzburg und Berlin, 1938 kehrte er nach Bonn zurück. In den Jahren von 1939 bis 1945 folgten verschiedene Lazarett-Tätigkeiten.
Parallel habilitierte sich Röttgen 1943 in Bonn mit einer Arbeit über die Chirurgie peripherer Nerven und leitete danach eine zunächst in der Nervenklinik untergebrachte neurochirurgische Abteilung der Chirurgischen Klinik.
Wegen seiner Mitgliedschaften u. a. in der Nationalsozialistischen Deutschen Arbeiterpartei (NSDAP) und der Schutzstaffel (SS) (ab 1933) erhielt er nach dem Zweiten Weltkrieg zunächst auf Weisung der Militärregierung nur befristete Arbeitsverträge als Assistent. Nach erfolgter Entnazifizierung (Kat. V) auch aufgrund der Fürsprache von Kollegen (u. a. Dekan Otto Ulrich) war er bald wieder Oberarzt der neurochirurgischen Abteilung der Chirurgischen Universitätsklinik Bonn. 1950 wurde er außerplanmäßiger Professor und leitete ab 1954 die verselbständigte Klinik für Neurochirurgie, von 1962 bis 1978 als ordentlicher Professor und Lehrstuhlinhaber. Sein Nachfolger war Rolf Wüllenweber (1924–2000).
Röttgen war von 1963 bis 1965 Vorsitzender der Deutschen Sektion der ILAE (seit 2004: Deutsche Gesellschaft für Epileptologie).
Er wurde 1978 mit der Ehrenmitgliedschaft der Deutschen Gesellschaft für Neurochirurgie ausgezeichnet und erhielt 1978 deren Fedor-Krause-Medaille.

## Schriften (Auswahl)
- Neurochirurgie. In: H. W. Schreiber, G. Carstensen (Hrsg.): Chirurgie im Wandel der Zeit 1945–1983. Springer, 1983, S. 148–155.